# Ibirānu I
Ibirānu I (... – XVIII secolo a.C.) è stato un re amorreo di Ugarit.